# Copaifera baumiana
Copaifera baumiana es una especie fanerógama perteneciente a la familia de las fabáceas.

## Descripción
Es una planta perenne (arbusto o subarbusto) con tallos erectos que alcanzan un tamaño de 1-4 m de alto, 0,5 cm de diámetro, que surge de un rizoma grueso. Un arbusto de hoja perenne que forma densos matorrales. La floración en el primer año se produce cuando se quema a nivel del suelo.

## Ecología
Se encuentra en la sabana; bosques abiertos con Brachystegia, Isoberlinia, Erythrophleum africanum, Cryptosepalum pseudotaxus; en las arenas del desierto del Kalahari, donde es muy extendida y es localmente abundante; un constituyente de los  matorrales de hoja perenne y matorrales secundarios; a una altitud de 750-1400 metros.

## Distribución
Se distribuye por Angola, Zaire y Zambia.

## Taxonomía
Copaifera baumiana fue descrita por Hermann Harms y publicado en Kunene-Sambesi-Expedition 246. 1903.